# Paterna del Río
Paterna del Río község Spanyolországban, Almería tartományban. Lakosainak száma 396 fő (2024).

## Földrajza
Paterna del Río Alcolea, Bayárcal, Huéneja, Fiñana, Laujar de Andarax és Fondón községekkel határos.

## Népesség
A település lakosságának változását az alábbi diagram mutatja:
| Lakosok száma | 386  | 415  | 406  | 448  | 440  | 411  | 372  | 371  | 387  | 396  |
|               | 2001 | 2004 | 2006 | 2009 | 2011 | 2014 | 2016 | 2019 | 2021 | 2024 |